# جوزف ام. دیکسون
جوزف ام. دیکسون (به انگلیسی: Joseph M. Dixon) سناتور سابق عضو حزب جمهوری‌خواه ایالات متحده آمریکا بود. وی در سال ۱۹۰۷ تا ۱۹۱۲ و ۱۹۱۲ تا ۱۹۱۳ میلادی سناتور ایالت مونتانا در سنای ایالات متحده آمریکا بود.